# Helen Otley
Helen Otley, verheiratete Beck (geboren am 13. Oktober 1911 als Helene Marie Sofie Schlesinger in Wien; gestorben am 13. Januar 2003 in Rockville, Maryland, USA) war eine österreichische Physikerin und Bibliothekarin. Aufgrund ihrer Kontakte zu Antifaschisten in Berlin wurde sie wegen Hochverrats von der Gestapo verhaftet und im Konzentrationslager Auschwitz interniert.

## Leben

### Familie
Helene Schlesinger wuchs in ihrer Geburtsstadt Wien auf. Ihre Eltern waren Helene Schlesinger (geborene von Schelken, 1891–1975) und Moriz Schlesinger (1880–1956), der als Jurist und Bahnbeamter tätig war. Ihr Großvater mütterlicherseits stammte aus dem Banat und betrieb eine Imkerei in Klosterneuburg. Die Eltern ihres Vaters Moriz waren Marie Pokorny, eine Tochter von Franz Pokorny, dem Besitzer des Theaters an der Wien und des Theaters in der Josefstadt, sowie der Lustspieldichter und Feuilletonredakteur Sigmund Schlesinger (1832–1918). Zu den 1993 veröffentlichten Kindheitserinnerungen ihres Vaters, der mit elf Geschwistern aufwuchs, Das verlorene Paradies, verfasste Schlesinger unter ihrem späteren Namen Helen Otley ein Nachwort.
Mit Beginn des Ersten Weltkriegs wurde ihr Vater ins Heer einberufen und in Slavonski Brod (heute Kroatien) stationiert. Um in seiner Nähe zu sein, zog die Familie ebenfalls dorthin und folgte ihm ein halbes Jahr später nach Agram, dem heutigen Zagreb, wo Helene 1917 eingeschult wurde. Ende 1918, nach dem Zerfall des Habsburgerreiches, zog die Familie zurück nach Wien. Ihr Bruder Otto kam dort im August 1925 zur Welt. Er starb 1944 als Soldat der Wehrmacht an der Ostfront. Ab 1922 besuchte sie das humanistische Mädchengymnasium Rahlgasse, an dem sie auch im Jahr 1930 die Matura ablegte. Nach anfänglichen Plänen, Latein und Griechisch zu studieren, weckte ein neuer Mathematiklehrer, Professor Hirschler, nach eigenen Angaben in ihr die Leidenschaft für die Naturwissenschaften.

### Akademische Laufbahn
Schlesinger studierte von 1930 bis 1937 Mathematik und Naturwissenschaften an der Universität Wien. Während ihrer Studienzeit war sie Funktionärin des österreichischen Verbandes Sozialistischer Studenten, ab 1934 für kurze Zeit auch aktiv bei den Revolutionären Sozialisten. Ursprünglich wollte Schlesinger Lehrerin werden, doch wegen ihres politischen Engagements erschien ihr dieser Berufsweg nach dem rechtsnationalen Juliputsch 1934 nicht mehr realistisch. Ihr besonderes Interesse galt der Physik, insbesondere der Klangerzeugung mit dem Klavier, und so reichte sie 1936 eine Dissertationsschrift unter dem Titel Die mechanisch-akustische Kennzeichnung von Klavieren ein. 1937 schloss sie ihr Studium mit einer Promotion in Physik bei Stefan Meyer ab.
Nach dem „Anschluss Österreichs“ an Deutschland 1938 wurde sie arbeitslos und nahm daher eine Stelle als Forschungsphysikerin bei einem deutschen Unternehmen in Berlin-Köpenick an, wohin sie 1939 übersiedelte. Im Jahr 1940 wechselte sie zur Firma Zeiss-Ikon nach Dresden. Zunächst führte sie dort Messungen an Lautsprechertrichtern durch, vor allem an Exponentialtrichtern. Später wurde sie innerhalb des Unternehmens auf Verstärkerbau umgeschult. 1942 kehrte sie nach Berlin zurück und arbeitete bei Siemens. Dort traf sie ihren ehemaligen Universitätslehrer für Theoretische Physik, Hans Thirring, wieder, der wegen seines Pazifismus unter den Nationalsozialisten seine Professorenstelle an der Universität hatte aufgeben müssen und nun ebenfalls bei Siemens angestellt war.

### Verhaftung, Verschleppung und Verurteilung
Während ihrer Berliner Zeit bewegte sich Schlesinger in einem kommunistischen und sozialdemokratischen Freundeskreis. Wegen dieser „staatsfeindlichen Aktivitäten“ wurde sie 1942 von der Gestapo verhaftet und ins Konzentrationslager Auschwitz-Birkenau deportiert. Ihr Großvater Sigmund Schlesinger war jüdischer Herkunft, seine Geburtsurkunde jedoch nicht auffindbar. Das rettete ihr vermutlich das Leben, da sie in Auschwitz als politischer Häftling geführt und zu Zwangsarbeit verpflichtet wurde. Ihre Erlebnisse im Konzentrationslager schilderte sie in ihrer erst 1995 veröffentlichten Autobiografie, Wien, Auschwitz, Maryland. Meine Lebensgeschichte bis Kriegsende 1945.
Im März 1943 wurde Schlesinger im Berliner Kriminalgericht Moabit wegen „Vorbereitung zum Hochverrat“ angeklagt und zu einer Strafe von zweieinhalb Jahren verurteilt. Sie wurde in ein Gefängnis nach Leipzig überstellt und erneut zur Zwangsarbeit in einer Fabrik und in der Landwirtschaft eingesetzt. Am 2. März 1945 wurde sie aus der Haft entlassen.

## Nachkriegszeit
Helene Schlesinger kehrte nach der Haftentlassung nach Wien zurück, fand jedoch keine Stelle als Physikerin mehr und fing deshalb an, als Bibliothekarin bei den Wiener Städtischen Büchereien zu arbeiten. Sie leitete die Zweigstelle Weimarer Straße, ab 1953 die damalige Bücherei Stumpergasse. Erst 1955 konnte sie wieder in ihrem Fachgebiet als Mathematikerin beim Statistischen Amt der Stadt Wien tätig werden. Im Jahr 1951 heiratete sie ihren Bibliothekskollegen Karl Beck, der 1960 starb.
In der Nachkriegszeit engagierte Schlesinger sich in der Wiener Volksbildung und für die Bildungsorganisation in der Sozialistischen Partei Österreichs. Auch schrieb sie zeitlebens gerne und viel: ein Theaterstück, Artikel für die Arbeiterzeitung, Reiseberichte für die Gewerkschaftszeitung und Gedichte aus der Zeit ihrer Verfolgung, die später in dem Band Helen Otley: Wieder einmal Menschen werden veröffentlicht wurden. Als Bibliothekarin verfasste sie unter anderem Rezensionen und ein Konzept einer naturwissenschaftlichen Rundfunksendung.
Ihre bitteren Erfahrungen mit Verfolgung, Krieg und dem Verlust von Freundinnen und Freunden hätten es ihr schwergemacht, sich wieder im sozialen Leben zu verankern, so Stefan Stoev in seinem Buch mit Zeitzeugeninterviews, Zeitbrücke. Einer ihrer Freunde schrieb: „Sie war Spätexilantin, eine Spätvertriebene, eine Überlebende von Auschwitz, die das Nachkriegsleben in Wien nicht mehr so recht verkraften konnte, die nicht mehr anschließen konnte an die zerstörte Welt der Zwischenkriegszeit.“
Bereits nach dem Krieg hatte sie den Schriftwechsel mit ihren alten Freunden Gina und Kurt Österreich aus Wien wiederaufgenommen, die in die Vereinigten Staaten ausgewandert waren und den Nachnamen Otley angenommen hatten. Nach dem Tod von Gina im Jahr 1961 heiratete sie 1962 Kurt und zog mit ihm nach Rockville, Maryland. Dort engagierte sie sich insbesondere in ihren letzten Lebensjahren für die österreichischen Gedenkdiener im Holocaust Museum in Washington.
Helen Otley starb am 13. Januar 2003 in Rockville im Alter von 91 Jahren. Ihr Vermögen vermachte sie Amnesty International, der Gewerkschaft der Landarbeiter United Farm Workers of America und der gemeinnützigen Organisation Southern Poverty Law Center.

## Veröffentlichungen
- Wien, Auschwitz, Maryland. Meine Lebensgeschichte bis Kriegsende 1945. Haag und Herchen, Frankfurt am Main 1995, ISBN 978-3-86137-232-5.
  - Before and after Auschwitz. My life until 1945. Übersetzt von Lowell A. Bangerter. Ariadne Press, Riverside 2001, ISBN 1-57241-092-2.
- Wieder einmal Menschen werden. Gedichte, Aphorismen und ein Essay. Haag und Herchen, Frankfurt am Main 1995, ISBN 978-3-86137-283-7.
- Eulenspiegel in Wien. Politisches Theaterstück, o. J.[2]